# 1906
1906 (MCMVI) var ett normalår som började en måndag i den gregorianska kalendern och ett normalår som började en söndag i den julianska kalendern.

## Händelser

### Januari
- 12 januari–8 februari  – Parlamentsvalet i Storbritannien blir en storseger för det liberala partiet.
- 29 januari – Vid Kristian IX:s död efterträds han som kung av Danmark av sin 62-årige son Fredrik VIII.[1]
- 31 januari – En jordbävning med styrkan 8,8 drabbar Colombia och Ecuador. Cirka 1 000 människor omkommer.

### Februari
- 15 februari – National Bank of Ethiopia grundas av H.E. Ato Newaye-Christos. Det första kontoret invigs i Addis Abeba där bankens huvudkontor ligger än i dag.
- Februari – Syfabriken Linnéa grundas i Stockholm.

### Mars

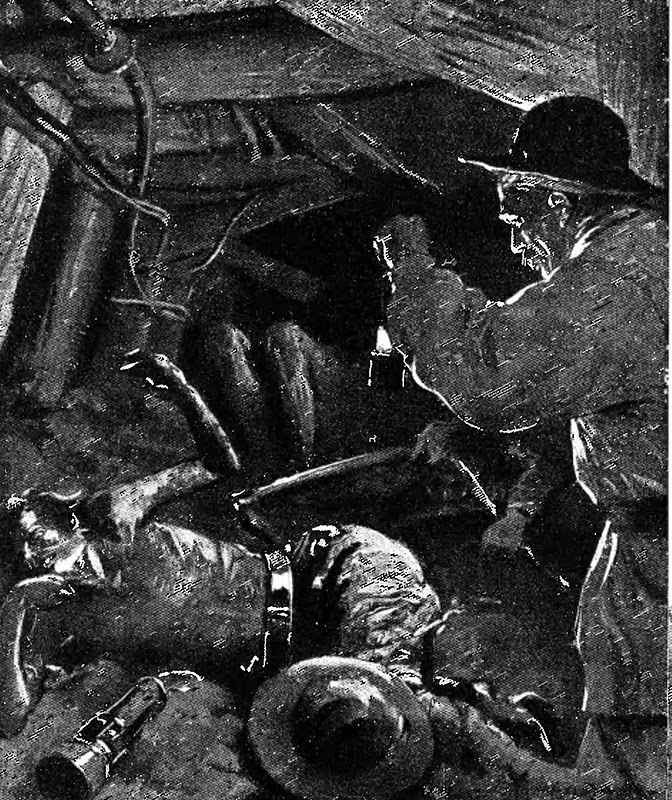
Gruvolyckan i Courrières

- 7 mars – Finland ger både män och kvinnor som fyllt 24 allmän och lika rösträtt [1] och Finland blir därmed först i Europa att införa rösträtt för kvinnor.
- 10 mars – En gruvolycka i Courrières i norra Frankrike kräver 1 099 dödsoffer [2].
- 13 mars – Arbetsgivaren, Sveriges förre statsminister Christian Lundeberg, stänger Mackmyra sulfitfabrik vid Gävle och vräker arbetarna från bostäderna på grund av att de bildat en fackförening [1]. Efter ett halvår medges förhandlingsrätt [3].
- 15 mars – Rolls-Royce Ltd inregistreras.
- 16 mars – En jordbävning på Formosa dödar 3 000 personer [4]. Styrkan uppäts till 7,1.
- 20 mars – Jordbävning och vulkanutbrott vållar miljökatastrof på italienska ön Isola di Ustica [5]
- 23 mars – Den svenska Högern enas om ett rösträttsförslag med allmän rösträtt för män med vissa begränsningar och proportionella val till hela riksdagen.

### April

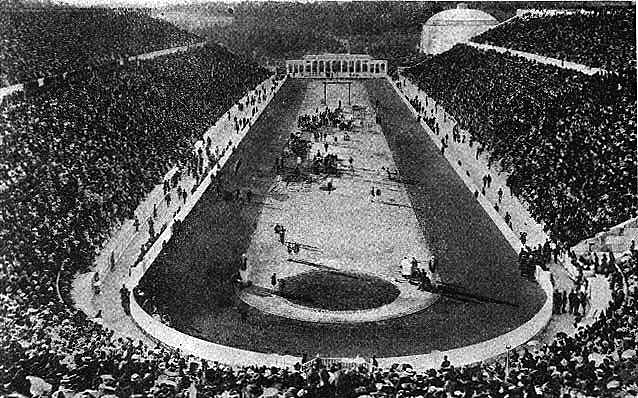
Olympiska sommarspelen 1906.

- 1 april – Den första AGA-fyren tänds i Halmstad [6].
- 5–9 april – Aska och lava från vulkanen Vesuvius i Italien förstör tre städer [5]
- 7 april
  - En stavningsreform inom svenska språket genomförs, varvid gammalstavningen försvinner från skolor och offentliga handlingar. "dt" blir "t" eller "tt", "f", "fv" och "hv" blir v.[1]. Svenska Akademiens ordlista över svenska språket (SAOL) skall ligga till grund för språket.
  - Vulkanen Vesuvius har ett utbrott, som orsakar skador i Neapel.
- 18 april – En jordbävning vid San Andreasförkastningen i Kalifornien i USA med den beräknade styrkan av 7,8 på Richterskalan drabbar San Francisco varvid omfattande skador uppstår. Cirka 3 000 människor omkommer vid skalvet och därav förorsakade bränder. Materiella skador till ett värde av cirka 400 miljoner USD uppkommer. Omkring 250 000 människor blir hemlösa [1] och 28 000 hus förstörs [7].
- 22 april – I Aten invigs de tio dagar långa olympiska extraspelen till 10-årsminne av de första moderna olympiska spelen [1].
- 23 april – Landsflyktiga ryska socialdemokrater, däribland Vladimir Lenin och Josef Stalin, inleder en kongress i Stockholms Folkets hus [6].
- 28 april – Norrländska förbudslagen, som begränsar företags möjligheter att förvärva skog i Norrland, antas av den svenska riksdagen [3].

### Maj
- 8 maj – Den ryska kongressen i Stockholm avslutas.
- 10 maj – Tsar Nikolaj II av Ryssland öppnar Duman, ett parlament med (efter fria val) utsedd folkrepresentation [7].
- 14 maj – Den svenska riksdagen förkastar högerns rösträttsförslag.
- 19 maj
  - Den 20 kilometer långa Simplontunneln öppnas mellan Schweiz och Italien [7], bestående av en järnvägstunnel [8].
  - De svenska Staafflagarna, som innebär skärpta straff för uppvigling, förbud för militär att delta i vissa möten samt ökad censur av antimilitaristiska skrifter som ofta sprids av unga socialdemokrater, införs [1].
- 29 maj – Karl Staaff avgår som svensk statsminister och efterträds av Arvid Lindman då Karl Staafs regering inte lyckats driva igenom sitt rösträttsförslag i AK [3].

### Juni
- 4 juni – Nya myterier och judepogromer utbryter i Ryssland [8].
- 17 juni – Förstaden Åvik i Hudiksvall brinner ner, varvid 2 000 personer blir hemlösa [6].
- 22 juni – USA:s senat fördömer judeförföljelserna i Ryssland [7].
- 26–27 juni – Världens första Grand Prix-lopp körs. Tävlingen går på Circuit de la Sarthe nära Le Mans i Frankrike och ungraren Ferenc Szisz vinner.

### Juli
- 3 juli – Herrar och damer badar tillsammans i skånska Mölle, Sverige vilket blir skandal [1].
- 12 juli – Den fransk-judiske kaptenen Alfred Dreyfus blir rentvådd av en civil domstol i Paris, efter att 1894 på förfalskade dokument dömts för landsförräderi till deportation på livstid till Djävulsön under en rättegång präglad av antisemitiska stämningar [1].
- 22 juli – Tsar Nikolaj II av Ryssland upplöser Duman efter att denna vid sitt andra möte ville genomföra ytterligare sociala reformer.

### Augusti

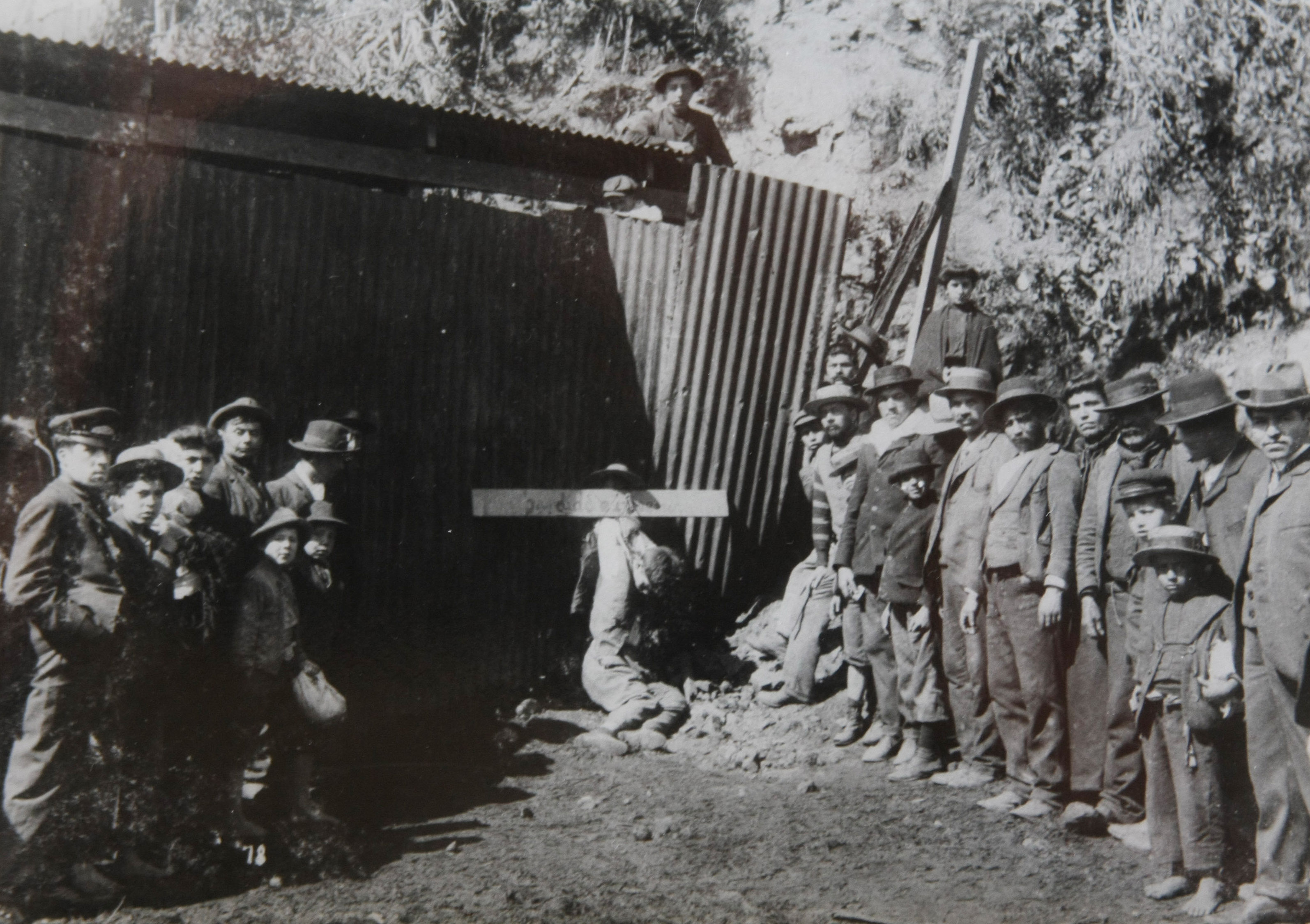
Jordbävningen i Valparaíso 1906

- 6 augusti – LO-kongressen accepterar arbetsgivarens rätt att "leda och fördela arbetet" [6], vilket är SAF:s §23 (senare 32) [3].
- 7 augusti – 3rd Conference of the International Woman Suffrage Alliance äger rum i Köpenhamn.
- 16 augusti – En kraftig jordbävning – ca 8,5 på Richterskalan – drabbar den chilenska kusten och förorsakar enligt uppgift ca 1 500 dödsoffer [4].
- 19 augusti – Sällskapet för trådlös telegrafi startar sin stora sändarstation i Nauen utanför Berlin [1]..

### September
- September – USA skickar soldater till Kuba för att "återställa ordningen", skydda utlänningar och stabilisera regeringen under revolutionär aktivitet [9].
- 12 september – Dansken Jacob Ellehammer genomför den första flygningen i Norden (42 meter).
- 17-18 september – Svenska Elektrikerförbundet grundas.
- 18 september – En tyfon i Hongkong dödar 10 000 personer [4] då en tsunami utlöses.
- 24 september – USA:s första nationalmonumentpark etableras vid klippan Devils Tower i nordöstra Wyoming, på order av president Theodore Roosevelt.

### Oktober
- 3 oktober – I Berlin hålls första internationella konferensen om trådlös telegrafi. SOS föreslås bli nödsignalen [8].
- 4 oktober – Sveriges första fattigvårdskongress öppnas i Stockholm [6] med 800 ombud från hela Sverige. Enligt kongressens definition lever 5 % av svenska folket i fattigdom [3].
- 6 oktober – Kuba invaderas av amerikanska trupper efter vädjan av kubanske ledaren Tomas Estrada Palama för att stävja den revolt som brutit ut på ön. Amerikanarna upprättar en ny provisorisk regering.
- 23 oktober – Den brasilianske flygpionjären Alberto Santos Dumont genomför den första officiellt kontrollerade flygningen med ett motorflygplan i Europa. Planet gjorde 200 meter på 21 sekunder i Bagatelle, en förort till Paris.

### November
- 2 november – Leo Trotskij döms till livstids förvisning till Sibirien [7].
- 5 november – Brunnsviks folkhögskola, den svenska arbetarrörelsens första folkhögskola, öppnas [3] utanför Ludvika. En av initiativtagarna är Karl-Erik Forsslund, redaktionssekreterare på tidningen Strix.
- 11 november – Sundsvall får sin andra biograf, Kinematografen Svea, som skall komma att bli stadens mest klassiska biograf.
- 15 november – Första delen av Selma Lagerlöfs Nils Holgerssons underbara resa genom Sverige utkommer som en patriotisk beställningsbok som blir folkskolans huvudläsebok [1].

### December
- 6 december – Oscarsteatern, med salong i Jugendbarock, i Stockholm invigs av Sveriges kung Oscar II [1].
- 10 december – Theodore Roosevelt, USA får Nobels fredspris för sin medling i rysk-japanska kriget [3].
- 24 december – Reginald Fessenden gör den första radiosändningen: poesiläsning (julevangeliet), violinsolo (Händels "Largo" på grammofon) och ett tal. Sändaren drivs med ånga [7].
- December – LO och SAF sluter Decemberkompromissen. Arbetarnas rätt att organisera sig erkänns, men arbetsgivarna får fritt anställa och avskeda samt leda arbetet.

### Okänt datum
- Villkorlig dom införs i Sverige.[10]
- I Storbritannien byter Labour Representation Committee namn till Labour Party.
- Folkparkernas riksorganisation bildas i Sverige.
- Den vänstersocialdemokratiska, senare kommunistiska, morgontidningen Norrskensflamman grundas i Luleå.
- Den socialdemokratiska svenska riksdagsgruppen konstitueras.
- Nationella framstegspartiet bildas genom samgående mellan stadshögern och bonderepresentanter, som är missnöjda med det svenska Lantmannapartiet.
- En svensk lag som beskär tryckfrihetsfångars rättigheter införs.
- Den svenska regeringen ger understöd till sjöfartsnäringen.
- Folkundervisningskommittén tillsätts och börjar reformera den svenska skolan. Minimilönerna för manliga och kvinnliga lärare blir olika.
- Bok- och tidskriftsförlaget Åhlén & Åkerlunds förlag grundas i Göteborg av Johan Petter Åhlén och Erik Åkerlund.
- Energiföretaget Sydsvenska Kraft AB (nuvarande Sydkraft) grundas i Malmö.
- Sven Wingqvist uppfinner det sfäriska kullagret.
- Jus Suffragii börjar utges av International Alliance of Women.
- BCG-vaccinationen utvecklas (BCG=Bacilli-Calmette-Guerin).
- Handelsanställdas förbund grundas i Sverige.
- I Danmark bildas "Husassistenternes Fagskole" Københavns Tjenestepigeskole i Köpenhamn för att undervisa unga flickor i husligt arbete.[11]
- Elis Essen-Möller utför Sveriges första rashygieniska sterilisering.[12]
- Planerna på att bygga ett rådhus i granit i Stockholm omformas till en tegelbyggnad.[13]
- Meteoriten Muonionalusta I hittas, ett av få upptäckta meteoritnedslag i Sverige

## Födda

### Första kvartalet

#### Januari
- 6 januari – Barbara Worth, amerikansk skådespelare. (död 1955)
- 10 januari – Werner Fuetterer, tysk skådespelare. (död 1991)
- 11 januari – Albert Hofmann, schweizisk kemist. (död 2008)
- 13 januari – Pascoal Carlos Magno, brasiliansk författare. (död 1980)
- 14 januari – William Bendix, amerikansk skådespelare. (död 1964)
- 15 januari – Aristoteles Onassis, grekisk skeppsredare. (död 1975)
- 16 januari – Diana Wynyard, brittisk skådespelare. (död 1964)
- 19 januari
  - Sven Romanus, svensk (opolitisk) justitieminister 1976–1979, ordförande i Högsta domstolen 1969–1973. (död 2005)
  - Lilian Harvey, brittisk-tysk skådespelare. (död 1968)
- 22 januari – Donald S. Russell, amerikansk demokratisk politiker och jurist. (död 1998)
- 30 januari
  - Per Gundmann, dansk skådespelare. (död 1967)
  - Greta Nissen, norsk skådespelare. (död 1988)

#### Februari
- 4 februari
  - Dietrich Bonhoeffer, tysk luthersk teolog, motståndskämpe. (död 1945)
  - Clyde Tombaugh, amerikansk astronom, Plutos upptäckare. (död 1997)
- 5 februari – John Carradine, amerikansk skådespelare. (död 1988)
- 17 februari – Mary Brian, amerikansk skådespelare. (död 2002)
- 19 februari – Lon Chaney Jr., amerikansk skådespelare. (död 1973)
- 26 februari – Madeleine Carroll, brittisk skådespelare. (död 1987)
- 28 februari
  - Chester Carlson, amerikansk fysiker, uppfinnare av xerografin, det vill säga fotokopiatorn. (död 1968)
  - Bugsy Siegel, amerikansk gangster. (död 1947)

#### Mars
- 3 mars – Artur Lundkvist, författare och litteraturkritiker, ledamot av Svenska Akademien 1968 [6].
- 6 mars – Lou Costello, amerikansk skådespelare och komiker.
- 8 mars – Victor Hasselblad, svensk industriledare, kamerakonstruktör och fotograf [6].
- 14 mars – Nils Ericson, svensk skådespelare och sångare.
- 16 mars – Parvin E'tesami, iransk poet.
- 17 mars – William B. Widnall, amerikansk republikansk politiker.
- 19 mars – Adolf Eichmann tysk SS-officer.
- 21 mars – John D. Rockefeller III, amerikansk miljardär, filantrop.
- 23 mars – Gunnar Johansson, svensk kapellmästare, kompositör, musikpedagog och musikdirektör.
- 31 mars – Shinichiro Tomonaga, japansk fysiker, nobelpristagare.

### Andra kvartalet

#### April
- 9 april
  - Antal Doráti, ungersk dirigent.
  - Hugh Gaitskell, brittisk politiker, finansminister 1950.
  - Victor Vasarely, ungersk målare och grafiker.
- 10 april – Thomas S. Gates, amerikansk bankman och politiker, USA:s försvarsminister 1959–1961.
- 13 april
  - Samuel Beckett, irländsk-fransk författare, nobelpristagare.
  - Gabriel Ramanantsoa, Madagaskars president 1972-1975.
- 14 april – Faisal bin Abdul Aziz, saudisk kung 1964–1975, mördad.
- 22 april
  - Prins Gustaf Adolf, svensk arvprins.
  - Eddie Albert, amerikansk skådespelare.
- 23 april – Anders Frostenson, svensk präst och psalmförfattare.
- 25 april – Sally Salminen, finländsk författare.[14]
- 28 april – Kurt Gödel, österrikisk logiker och matematiker.

#### Maj
- 3 maj – Mary Astor, amerikansk skådespelare. (död 1987)
- 6 maj – Eric Peterson, svensk fastighetsförvaltare och politiker (fp). (död 1992)
- 8 maj
  - Åke Askner, svensk skådespelare. (död 1961)
  - Roberto Rossellini, italiensk regissör. (död 1977)
- 11 maj – Jacqueline Cochran, amerikansk pilot. (död 1980)
- 20 maj – Giuseppe Siri, italiensk kardinal. (död 1989)
- 28 maj – Aase Ziegler, dansk skådespelare och sångare. (död 1975)
- 31 maj – Holger Höglund, svensk skådespelare och manusförfattare. (död 1965)

#### Juni
- 2 juni – Carlo Scarpa, italiensk arkitekt och designer.
- 3 juni – Joséphine Baker, amerikansk-fransk dansös, sångerska och komedienne.
- 9 juni – Emy Hagman, svensk skådespelare.
- 15 juni – Léon Degrelle, belgisk politiker, grundare och ledare för rexismen, en fascistisk rörelse.
- 19 juni
  - Ernst Boris Chain, brittisk forskare, nobelpristagare i medicin.
  - Walter Rauff, tysk SS-officer.
- 20 juni – Catherine Cookson, brittisk författare.
- 21 juni – Karin Kavli, svensk skådespelare och teaterchef.
- 22 juni
  - Billy Wilder, polsk-amerikansk filmregissör och producent.
  - Anne Morrow Lindbergh, maka till Charles Lindbergh.
  - Heinrich Seetzen, tysk SS-officer, befälhavare inom Einsatzgruppen.
- 24 juni – Eskil Eckert-Lundin, svensk kapellmästare, kompositör, arrangör av filmmusik, impressario och musikadministratör.
- 25 juni – Lisskulla Jobs, svensk skådespelare.
- 26 juni – Edward Akufo-Addo, president i Ghana 1970-1972.
- 28 juni – Maria Goeppert-Mayer, tysk-amerikansk fysiker, nobelpristagare.
- 29 juni – Heinz Harmel, tysk SS-Brigadeführer och generalmajor i Waffen-SS.
- 30 juni – Karin Ygberg, svensk operettsångerska.

### Tredje kvartalet

#### Juli
- 1 juli – Estée Lauder, fransk kosmetikskapare.
- 2 juli
  - Hans Bethe, amerikansk fysiker, nobelpristagare.
  - Nanny Halvardsson, Sveriges äldsta levande person.
- 3 juli – George Sanders, rysk-amerikansk skådespelare.
- 7 juli – Satchel Paige, amerikansk basebollspelare.
- 15 juli – Arne Hedenö, svensk operettsångare och skådespelare.
- 27 juli – Maria del Pilar Izquierdo, helgon.
- 28 juli – Carl-Johan Unger, svensk skådespelare.

#### Augusti
- 1 augusti – Sören Aspelin, svensk skådespelare, revyartist, kompositör, musiker (piano) och teaterchef.
- 3 augusti – Torsten Henrikson, göteborgsk politiker.
- 4 augusti – Harry Persson, svensk skådespelare och sångare.
- 5 augusti
  - Joan Hickson, brittisk skådespelare, känd som Miss Marple.
  - John Huston, amerikansk filmregissör.
  - Ettore Majorana, italiensk fysiker.
- 9 augusti – Lilly Berggren, svensk skådespelare.
- 15 augusti – Clayton Rawson, amerikansk deckarförfattare och illusionist.
- 17 augusti
  - Alton Lennon, amerikansk demokratisk politiker.
  - Eduard Strauch, tysk SS-officer, dömd krigsförbrytare.
- 20 augusti – Hans Aumeier, tysk SS-officer, krigsförbrytare.
- 21 augusti
  - Friz Freleng, amerikansk animatör av skämtfilmer.
  - Gunnar Adolfsson, svensk chefredaktör, författare och politiker.
- 22 augusti
  - Stina Seelig, svensk skådespelare.
  - Stig Wennerström, svensk överste, spion och landsförrädare.
- 26 augusti – Oswald Kaduk, tysk SS-officer och dömd krigsförbrytare.
- 27 augusti
  - Signhild Björkman, svensk skådespelare.
  - Ed Gein, amerikansk seriemördare.
- 30 augusti – Joan Blondell, amerikansk skådespelare.

#### September
- 4 september – Max Delbrück, tysk-amerikansk biolog, nobelpristagare.
- 5 september – Kate Thunman, svensk skådespelare.
- 6 september – Luis Federico Leloir, argentinsk biokemist, nobelpristagare.
- 14 september – Tord Stål, svensk skådespelare.
- 19 september – Olle Ekbladh, svensk skådespelare.
- 22 september – Ilse Koch, tysk koncentrationslägervakt, krigsförbrytare.
- 25 september
  - Dmitrij Sjostakovitj, rysk tonsättare.
  - José Figueres Ferrer, vid tre tillfällen Costa Ricas president.

### Fjärde kvartalet

#### Oktober
- 6 oktober – Janet Gaynor, amerikansk skådespelare.
- 9 oktober – Léopold Senghor, senegalesisk politiker, president 1960–1980.
- 10 oktober – Yngve Westerberg, svensk kompositör.
- 15 oktober – Hiram Fong, amerikansk republikansk politiker, senator 1959–1977.
- 26 oktober – Primo Carnera, tungviktsmästare i boxning.
- 30 oktober
  - Giuseppe Farina, italiensk racerförare, den förste världsmästaren i F-1.
  - Hermann Fegelein, tysk SS-officer. (död 1945)

#### November
- 2 november – Luchino Visconti, italiensk regissör och manusförfattare. (död 1976)
- 3 november – Prithviraj Kapoor, indisk skådespelare. (död 1972)
- 6 november – Gus Dahlström, svensk skådespelare och musiker. (död 1989)
- 10 november – Josef Kramer, tysk SS-officer, koncentrationslägerskommendant. (död 1945)
- 14 november – Andrej Abrikosov, sovjetisk skådespelare. (död 1973)
- 15 november
  - Curtis LeMay, amerikansk flygvapengeneral under andra världskriget. (död 1990)
  - Sven Löfgren, svensk rekvisitör och skådespelare. (död 1991)
- 18 november – Klaus Mann, tysk författare. (död 1949)
- 27 november – Olle Florin, svensk skådespelare. (död 1968)

#### December
- 1 december – Rune Elmqvist, svensk uppfinnare. (död 1996)
- 2 december – Franz Reichleitner, tysk SS-officer, kommendant i Sobibór. (död 1944)
- 8 december – Alice Östlund, Sveriges näst äldsta levande person, samt världens äldsta korrespondent. (död 2018)
- 9 december – Grace Hopper, amerikansk datorpionjär. (död 1992)
- 11 december
  - Birago Diop, senegalesisk författare. (död 1989)
  - Herman Welker, amerikansk republikansk politiker, senator 1951–1957. (död 1957)
- 17 december – Bede Griffiths, brittisk benediktinmunk verksam i Indien. (död 1993)
- 19 december – Leonid Brezjnev, Sovjetunionens ledare 1964–1982. (död 1982)
- 23 december – Gunnar Sträng, svenskt statsråd (finansminister)[6]. (död 1992)
- 24 december
  - Joseph Höffner, tysk kardinal. (död 1987)
  - Franz Waxman, tysk-amerikansk kompositör av filmmusik. (död 1967)
- 25 december
  - Hilding Bladh, svensk filmfotograf. (död 1982)
  - Ernst Ruska, tysk fysiker, nobelpristagare. (död 1988)
- 30 december – Carol Reed, amerikansk regissör. (död 1976)

## Avlidna

### Första kvartalet

#### Januari
- 13 januari – Aleksandr Popov, 46, rysk uppfinnare och pionjär inom radiohistorien.
- 25 januari – John S. Harris, 80, amerikansk republikansk politiker, senator 1868–1871.
- 29 januari – Kristian IX, 87, kung av Danmark sedan 1863.[1]

#### Februari
- 13 februari – Albert Gottschalk, 39, dansk målare.
- 25 februari – David B. Henderson, 65, amerikansk republikansk politiker, talman i USA:s representanthus 1899–1903.

#### Mars
- 3 mars – Jim Hogg, 54, amerikansk demokratisk politiker, guvernör i Texas 1891–1895.
- 19 mars – John Milton Thayer, 86, amerikansk republikansk politiker och general.

### Andra kvartalet

#### April
- 6 april – Alexander Kielland, 57, norsk författare.
- 19 april – Pierre Curie, 46, fransk fysiker, nobelpristagare.

#### Maj
- 23 maj – Henrik Ibsen, 78, norsk författare (död i Kristiania) [1].

#### Juni
- 5 juni – Eduard von Hartmann, 64, tysk filosof.
- 20 juni – Ernst Schultz, 27, dansk friidrottare.
- 29 juni – Simon P. Hughes, 76, amerikansk demokratisk politiker och jurist, guvernör i Arkansas 1885–1889.

### Tredje kvartalet

#### Juli
- 31 juli – Ferdinand von Wright, 64, finländsk konstnär.

#### Augusti
- 13 augusti – Moritz Rubenson, 72, svensk kommunalpolitiker och riksdagsman.

#### September
- 5 september – Ludwig Boltzmann, 62, österrikisk fysiker.
- 16 september – Aaron T. Bliss, 69, amerikansk republikansk politiker, kongressledamot 1889–1891, guvernör i Michigan 1901–1905.
- 22 september – Oscar Levertin, 44, svensk författare, kulturskribent och litteraturhistoriker.
- 23 september – August Bondeson, 52, svensk läkare och författare.
- 26 september – William Henry Denson, 60, amerikansk demokratisk politiker, kongressledamot 1893–1895.

### Fjärde kvartalet

#### Oktober
- 23 oktober – Paul Cézanne, 67, fransk målare, föregångare till abstrakt måleri [1] och en av det moderna måleriets stora förnyare.

#### November
- 4 november – Ernst Förstemann, 84, tysk språkforskare.
- 22 november – Ernst Josephson, 55, svensk målare [1].
- 23 november – Willard Warner, 80, amerikansk republikansk politiker och general, senator 1868–1871.
- 28 november – Oskar Andersson, 29, svensk skämt- och serietecknare [6].

#### December
- 7 december – Élie Ducommun, 73, schweizisk journalist och fredsaktivist, nobelpristagare.
- 30 december
  - Thomas M. Bowen, 71, amerikansk republikansk politiker och jurist, senator 1883–1889.
  - Donelson Caffery, 71, amerikansk demokratisk politiker, senator 1892–1901.

## Nobelpris[15]
- Fysik – J.J. Thomson, Storbritannien
- Kemi – Henri Moissan, Frankrike
- Medicin
  - Camillo Golgi, Italien
  - Santiago Ramón y Cajal, Spanien
- Litteratur – Giosuè Carducci, Italien
- Fred – Theodore Roosevelt, USA

### Fotnoter
1. 1 2 3 4 5 6 7 8 9 10 11 12 13 14 15 16  20:e århundrades När Var Hur – 1906, Bernt Himmelstedt, Forum, 1999
2. ↑  Faktakalendern 1996, Semic, 1995
3. 1 2 3 4 5 6 7  Sverige 1900-talet – 1906, NE, Bra Böcker, 2000
4. 1 2 3  Faktakalendern 2006, Semic, 2005
5. 1 2  Faktakalendern 1997, Semic, 1996
6. 1 2 3 4 5 6 7 8 9  Hundra år i Sverige – 1906, Hans Dahlberg, Albert Bonniers, 1999
7. 1 2 3 4 5 6  100 år med Aftonbladet – 1906, 1999
8. 1 2 3  Faktakalendern 2000 – 1906 (Utlandet) , Semic, 1999
9. ↑  ”USA:s militära insatser i utlandet”. Arkiverad från originalet den 12 oktober 2011. https://www.webcitation.org/62NCLaa95?url=http://www.history.navy.mil/library/online/forces.htm.
10. ↑  ”Historiesajten 13 mars 2006 – Brott och straff i gångna tider”. http://www.historiesajten.se/handelser2.asp?id=27.
11. ↑  ”FOA – 1906”. Arkiverad från originalet den 19 juli 2011. https://web.archive.org/web/20110719124305/http://www.foa.dk/Forbund/Om-FOA/FOAs-historie/1900ernee/Husassistenternes%20Fagskole.
12. ↑  Sverige 1900-talet – Oönskade i folkhemmet, NE, Bra Böcker, 2000
13. ↑  75 år Sverige, Carl-Adam Nycop, Bokförlaget Bra böcker, 1976, sidan 72 – Stadshuset klart 1923
14. ↑  ”Uppslagsverket Finland – Sally Salminen '”. Arkiverad från originalet den 5 november 2012. https://web.archive.org/web/20121105081338/http://www.uppslagsverket.fi/bin/view/Uppslagsverket/SalminenSally.
15. ↑  ”Nobelpriset”. https://www.nobelprize.org/prizes/lists/all-nobel-prizes/. Läst 10 april 2011.